# San Martín del Rey Aurelio
San Martín del Rey Aurelio (SMRA, Asturian: Samartín del Rei Aurelio) là một đô thị trong cộng đồng tự trị của Công quốc Asturias, Tây Ban Nha.